# جاستن رايموندو
جاستن رايموندو (بالإنجليزية: Justin Raimondo)‏ (18 نوفمبر 1951 - 27 يونيو 2019) كان مؤلفًا أمريكيًا ومدير تحرير موقع Antiwar.com. وصف نفسه بأنه «ليبرالي محافظ».

## نشأته
وُلد رايموندو في وايت بلينس، نيويورك، وانتقل مع عائلته إلى يوركتاون هايتس، نيويورك عندما كان صغيرًا. وصف رايموندو نفسه بأنه طفل سيئ، أمضى سنة واحدة في مدرسة يديرها اليسوعيون في ولاية نيويورك لردع نفسه عن هذا المسار السيئ.
كان في ذلك الوقت مهتمًا بفلسفة آين راند حول الموضوعية. انضم في وقت لاحق إلى منظمة الشباب الأمريكي من أجل الحرية. أصبح في سبعينيات القرن العشرين ناشطًا في الحزب الليبرالي. انضم إلى الحزب في عام 1974، وكان نشطًا في الحملة الرئاسية التي أقامها روجر ماكبرايد في عام 1976 لترشحه الثاني للبيت الأبيض. شارك في تأسيس التجمع الراديكالي مع إريك جريس الذي أقنع الحزب الليبرالي بدعم حقوق المثليين. جلب ذلك لهم اهتمام مؤلف النظريات التحرري موراي روثبورد. دافع عن أعمال الشغب التي وقعت في الليلة البيضاء وأعقبت إدانة السياسي دان وايت بتهمة القتل الخطأ (أدت إلى وفاة المشرف في سان فرانسيسكو هارفي ميلك والعمدة جورج موسكون).
غادر رايموندو الحزب في عام 1983 بعد الانشقاق، وحاول تنظيم مجموعة متحررة في الحزب الجمهوري عُرفت باسم اللجنة المنظمة للجمهوريين التحرريين. بدأ رايموندو بعد عام 1989 العمل مرة أخرى مع روثبارد في نادي جون راندولف المحافظ المناهض للحرب، وهو جزء من معهد روكفورد.

## حياته المهنية

### بداية نشاطه
ترشح رايموندو في عام 1980 لمنصب حكومي لأول مرة. كان مرشحًا ليبراليًا لمقعد الدائرة 16 في مجلس ولاية كاليفورنيا، وحصل على 4,730 صوتًا أي نسبة 7.7% من الأصوات. ترشح رايموندو في عام 1982 لمقعد الدائرة الخامسة في كاليفورنيا في مجلس النواب بالولايات المتحدة الأمريكية بصفته ليبراليًا، ضد الديمقراطي الحالي فيليب بورتون، والمنافس الجمهوري ميلتون ماركس، وحصل على 14.2% من الأصوات.
في انتخابات الكونغرس الأمريكي في عام 1996، كان رايموندو مرشحًا جماعيًا عن الدائرة الثامنة في كاليفورنيا ضد نانسي بيلوسي. ناصر القضايا المحافظة والليبرالية عمومًا، وركز بشكل رئيسي في حملته على معارضته نشر القوات الأمريكية في البلقان. حصل رايموندو على 25,739 صوتًا أي نسبة 12.39% من الأصوات، بينما حصلت بيلوسي على 84.34 % منها.
دعم رايموندو حملات بات بوكانان خلال الانتخابات الرئاسية في الأعوام 1992، و1996، و2000، بصفته مرشحًا جمهوريًا ضمن حزب الإصلاح. لقي دعمه للسياسي المحافظ بوكانان اهتمامًا كبيرًا لأنه كان مثليًا.
في عام 1994، كان رايموندو منسق سان فرانسيسكو للمقترح 187 «إنقاذ دولتنا»، الذي هدف إلى منع تمويل دافعي الضرائب من الخدمات غير الطارئة للأجانب المقيمين إقامات غير شرعية في كاليفورنيا. وافق الناخبون في كاليفورنيا على هذا الإجراء، لكن المحكمة الفدرالية أوقفته في ما بعد.

## آراؤه

### أفكاره الرئيسية
كتب رايموندو في موقع Antiwar.com في عام 2003 أن إسرائيل تمتلك قوة نافذة في صياغة السياسة الخارجية الأمريكية. يعتقد رايموندو أيضًا أن الولايات المتحدة الأمريكية استُدرجت إلى الحرب العالمية الثانية من خلال أكاذيب الرئيس فرانكلين روزفلت، وأن الولايات المتحدة أثارت حربًا متعمدة مع اليابان من خلال العقوبات الاقتصادية. قارن كريستوفر هيتشنز آراء رايموندو بآراء تشارلز لندبرغ، الذي وصفه رايموندو ذات مرة بأنه «بطل أمريكي قادم من قلب الدولة». كتب رايموندو أيضًا أن المخابرات الإسرائيلية العاملة في الولايات المتحدة الأمريكية امتلكت معرفة مسبقة بهجمات 11 سبتمبر عام 2001.
اعتقد رايموندو أن من واجب الحكومة عدم إقرار قوانين تحظر التمييز ضد المثليين جنسيًا. قال في عام 2003: «أعتقد أن من حق المثليين التميّز عن المغايرين إن أرادوا ذلك»، وعارض أيضًا الاعتراف القانوني بزواج المثليين، وفضّل إقرار الزواج الخاص. ناقش رايموندو مسألة الزواج المثلي مع الصحفي جوناثان راوش الذي دعم مقترحاته.